# Południowo-Zachodnia Kaukaska Republika Demokratyczna

Południowo-Zachodnia Kaukaska Republika Demokratyczna (tur. Cenubî Garbi Kafkas Hükümet-i Cumhuriyesi, ros. Юго-Западная Кавказская демократическая республика) – krótkotrwały twór państwowy na Zakaukaziu istniejący na przełomie 1918/1919 r.
Zgodnie z rozejmem w Mudros, zawartym 30 października 1918 r. pomiędzy Imperium Osmańskim i państwami Ententy, Turcy zostali zmuszeni do wycofania swoich wojsk z Zakaukazia. Na obszarze obwodu karskiego i sąsiednich terenach z inicjatywy działaczy protureckich zaczęły powstawać tzw. narodowe rady muzułmańskie. Najważniejszą stała się Karska Rada Muzułmańska, utworzona 5 listopada. 1 grudnia w Karsie została proklamowana Południowo-Zachodnia Kaukaska Republika Demokratyczna. Terytorium nowego kraju miało objąć zamieszkany głównie przez muzułmanów obszar obwodów karskiego i batumskiego, część erywańskiego ujezdu erywańskiej guberni oraz achałcichski i achałkałacki ujezdy guberni tyfliskiej. Faktycznie władze Republiki kontrolowały jedynie obszar obwodu karskiego. Jeszcze w grudniu 1918 r. Karska Rada Muzułmańska została przemianowana na Radę Narodową, w styczniu 1919 r. na Narodową Radę Karsu, zaś w marcu tego roku na Tymczasowy Rząd Narodowy Południowo-Zachodniego Kaukazu. W Republice istniał też parlament (Milli Szura), składający się z 64 przedstawicieli. W wyniku wyborów przeprowadzonych do niego 14 stycznia dostało się do niego 60 posłów muzułmańskich, 3 Greków i 1  Mołokanin. Przewodniczącym parlamentu został Asad-bej Gadżijew. 17 stycznia została przyjęta konstytucja Republiki "Teskilâtı Esasiye Kanunu". 19 kwietnia parlament wyłonił rząd pod kierownictwem b. oficera armii tureckiej Ibrahima-beja Dżanchirowa. Władze były zmuszone współdziałać z brytyjskim generał-gubernatorem, ustanowionym przez Ententę na Zakaukaziu. Nowego państwa nie uznały władze Demokratycznej Republiki Armenii, uzyskując w tej kwestii wsparcie Brytyjczyków. 13 stycznia do Karsu przybyła delegacja armeńska na czele z gen. Gawriiłem G. Korganowem, wyznaczonym przez armeński rząd na gubernatora Karsu. Parlament Republiki odrzucił żądania Ormian i odmówił dalszych negocjacji. W rezultacie nasiliły się, występujące wcześniej w ograniczonym zakresie, wystąpienia zbrojne pomiędzy obu państwami. Walki prowadzono też z wojskami Demokratycznej Republiki Gruzji, która również rościła pretensje terytorialne do części terytorium Południowo-Zachodniej Kaukaskiej Republiki Demokratycznej. Ententa nie zamierzała jednak dłużej tolerować wzrastających wpływów tureckich w regionie. W tej sytuacji wojska brytyjskie do końca kwietnia zlikwidowały Republikę, zaś jej terytorium przekazały Armenii. W wyniku umowy sowiecko-tureckiej z 1921 r. obwód karski znalazłi się ostatecznie w granicach Turcji.